# Moonraker
Moonraker ist der dritte Roman der James-Bond-Serie von Ian Fleming und erschien am 5. April 1955 in England unter demselben Titel. Er gilt als einer der besten Teile der Reihe und konfrontiert Bond mit einem abgetauchten Altnazi. Deshalb wurde er in Deutschland erst mit Verzögerung – unter dem Titel Mondblitz – veröffentlicht. Die Verfilmung aus dem Jahr 1979 mit Roger Moore in der Hauptrolle übernahm nur wenige Elemente aus dem Roman.

## Handlung
Die gesamte Handlung spielt innerhalb von nur fünf Tagen im Jahr 1952.
Sir Hugo Drax will England die Superrakete „Moonraker“ als Instrument der nuklearen Abschreckung schenken, weshalb er dort als Nationalheld gilt. Der Metallmagnat und Multimillionär wird aber im exklusiven Londoner Blades-Club des Falschspiels verdächtigt. M, der den Besitzer des Clubs kennt und selbst dort spielt, bittet James Bond, das unerhörte Vorkommnis aufzuklären. Sir Hugo Drax betrügt beim Bridge, denn er verwendet einen Spiegel beim Kartengeben. M und Bond durchschauen ihn, und überlisten ihn dann durch einen Trick. Währenddessen wird der Sicherheitsoffizier Tallon in einem Lokal nahe Drax’ Raketengelände von einem deutschen Mitarbeiter ermordet.
M vermutet im Rahmen eines geplanten Testabschusses der Rakete in die Nordsee eine mögliche Sabotage durch SMERSH. Er sieht in Bond einen Ersatz für Tallon und die Möglichkeit, einen seiner Agenten einzuschleusen. In Drax’ Anlage in Kent lernt Bond Sir Hugos schöne Privatsekretärin Gala Brand kennen, die insgeheim für Scotland Yard arbeitet. Auch der Wissenschaftler Dr. Walter und Drax’ Adjutant und Leibwächter Willy Krebs geraten in das Blickfeld des Geheimagenten. So legt sich Bonds Verdacht schnell auf die übrigen Arbeiter, bei denen es sich ausschließlich um Deutsche handelt.
Während Bond die Anlage erforscht, erwischt er Krebs beim Durchsuchen seines Zimmers. Da dieser auch Galas Zimmer durchsucht hat, glaubt er, den feindlichen Spion gefunden zu haben, wird jedoch von Drax beschwichtigt. Als Bond mit Gala den Strand um die Anlage erkundet, werden sie beinahe von herabstürzenden Kreidefelsen erschlagen. Bonds Spekulationen, dass Drax noch mehr zu verbergen hat, erhärten sich währenddessen immer mehr.
Am nächsten Tag kann Gala die wahre Bestimmung des Moonraker-Projekts aufdecken: Mithilfe von Drax’ geheimen Notizbuch erkennt sie, dass die geplanten Zielkoordinaten der Rakete nicht in der Nordsee, sondern in London liegen. Doch sie wird von Drax und Krebs entführt und gefoltert. Nach einer wilden Verfolgungsjagd wird auch Bond gefangen genommen.
Zurück in der Anlage offenbart Sir Hugo Drax, in Wahrheit der ehemalige deutsche Wehrmachtsoldat Graf Hugo von der Drache, seine wahre Geschichte und den Racheplan, London zu zerstören; durch einen von einem russischen U-Boot gelieferten Atomsprengkopf, der in der Moonraker-Rakete eingebaut wird. Danach will er sich mit diesem U-Boot über die Nordsee absetzen. Bond und Gala gelingt es, sich zu befreien. Nachdem alle Wachen die Anlage in Richtung U-Boot verlassen haben, schafft es Bond Minuten vor dem geplanten Start der Rakete, die Zielkoordinaten in die ursprünglichen Werte zu ändern. Drax startet medienwirksam die Rakete und verschwindet danach mit seinen Handlangern. Bonds Plan geht auf und die Rakete landet genau in dem Moment im Meer, als Drax’ U-Boot auftaucht. Er und seine Gehilfen finden den Tod.
Bond erhält zur Rehabilitation einen Monat Sonderurlaub, den er eigentlich mit Gala in Frankreich verbringen will, doch sie erzählt ihm, dass sie am nächsten Tag heiratet.

## Hintergrund
Elemente des Romans wurden in verschiedenen Teilen der Filmreihe aufgegriffen: Bereits in Der Spion, der mich liebte (1977) plant der Bösewicht einen Anschlag mit einer Atomrakete, doch Bond (Roger Moore) kann sie auf dessen eigenes U-Boot umlenken. Für den nachfolgenden Film übernahm man 1979 den Titel Moonraker sowie Gegenspieler Drax in eine eigenständige Science-Fiction-Geschichte, die als Reaktion auf den Erfolg von Krieg der Sterne entstand. Der 20. Teil Stirb an einem anderen Tag (2002) mit Pierce Brosnan wurde ursprünglich als buchgetreue Adaption entworfen, entfernte sich aber unter der Regie von Lee Tamahori so weit von Flemings Roman, dass die Figur Gala Brandt letztendlich in Miranda Frost umbenannt wurde.
Christopher Wood adaptierte sein Filmskript auch als Roman, der dann zeitgleich mit dem Film erschien. Ab September 2012 veröffentlichte Cross Cult anlässlich des 50-jährigen Jubiläums der Filmreihe Flemings Romane chronologisch in einer ungekürzten Neuübersetzung von Stephanie Pannen und Anika Klüver. Erstmals sind die Bücher mit den originalen Kapitelabschnitten und -überschriften auf Deutsch erhältlich.